# Mammoth Mountain
Mammoth Mountain – szczyt w górach Sierra Nevada. Szczyt ten jest kopułą wulkaniczną. Leży na granicy hrabstw Mono i Madera, w środkowo-wschodniej części stanu Kalifornia. Najbliżej położoną miejscowością jest położona na zachód Mammoth Lakes. 
W 1955 r. na zboczach góry otworzono ośrodek narciarski Mammoth Mountain Ski Area. Posiada 150 tras obsługiwanych przez 27 wyciągi. Ośrodek znajduje się na wysokości od 2424 do 3369 m n.p.m.